# Polygrammodes maccalis
Polygrammodes maccalis is een vlinder uit de familie van de grasmotten (Crambidae), uit de onderfamilie van de Spilomelinae. De wetenschappelijke naam van deze soort is voor het eerst voorgesteld als Botys maccalis door Julius Lederer in een publicatie uit 1863.
De soort komt voor in Brazilië (São Paulo).